# Nils Aaness
Nils Egil Aaness (ur. 31 stycznia 1936 w Andenes, zm. 24 grudnia 2024) – norweski łyżwiarz szybki, brązowy medalista mistrzostw świata i mistrz Europy.

## Kariera
Największe sukcesy w karierze Nils Aaness osiągnął w 1963 roku, kiedy wywalczył dwa medale na międzynarodowych imprezach. Najpierw zdobył złoto podczas mistrzostw Europy w Göteborgu, wyprzedzając swych rodaków: Knuta Johannesena i Pera Ivara Moe. Aaness nie wygrał żadnego biegu, zajmując drugie miejsce w biegach na 500 i 1500 m, trzecie na 5000 m oraz ósme na dystansie 10 000 m. Dwa tygodnie później zdobył brązowy medal na wielobojowych mistrzostwach świata w Karuizawie. W zawodach tych wyprzedzili go jedynie Szwed Jonny Nilsson oraz Knut Johannesen. W poszczególnych biegach raz stanął na podium, w biegu na 10 000 m zajmując drugie miejsce. Był ponadto czwarty na 5000 m oraz trzynasty w biegach na 500 i 1500 m. W 1960 roku wystartował na igrzyskach olimpijskich w Squaw Valley, gdzie zajął 24. miejsce na 500 m, a rywalizacji na dystansie 1500 m nie ukończył. Na rozgrywanych cztery lata później igrzyskach w Innsbrucku w swoim jedynym starcie, biegu na 1500 m, zajął szesnastą pozycję.
Czterokrotnie zdobywał medale mistrzostw Norwegii w wieloboju, w tym srebrne w latach 1961-1963 i brązowy w 1964 roku.
W 1963 roku w Oslo ustanowił rekord świata w wieloboju. W tym samym roku otrzymał Nagrodę Oscara Mathisena.